# هشدار کامل (فیلم)
هشدار کامل (به انگلیسی: Full Alert) یک فیلم سینمایی هنگ کنگی اکشن محصول ۱۹۹۷ به کارگردانی و نویسندگی رینگو لام با بازی شان لائو است.

## تولید
صحنه‌های اکشن در این فیلم همه واقعی هستند و به صورت مخفیانه بدون مجوز تصویربرداری در خیابان‌های هنگ کنگ فیلمبرداری شده‌اند.